# اوا لمانسکا
اِوا لِمانسکا (لهستانی: Ewa Lemańska؛ زادهٔ ۲۳ دسامبر ۱۹۴۹) بازیگر اهل لهستان است.
از فیلم‌ها یا مجموعه‌های تلویزیونی که وی در آن‌ها نقش داشته‌است، می‌توان به یانوشیک، خانه و چقدر دور، چقدر نزدیک اشاره نمود.